# Falconeria
La falconeria è una pratica venatoria basata sull'uso di falchi o altri uccelli rapaci per catturare prede, solitamente altri uccelli. Come altre tipologie di caccia, anche questa è oggi praticata come hobby più che per il procacciamento del cibo necessario al sostentamento del praticante. Solo negli ultimi decenni tale attività sta conoscendo un ottimo sviluppo, soprattutto in Europa e in Nord America. Questo ha portato anche alla genesi della guferia, una nuova forma di tale pratica incentrata sull'uso di rapaci notturni (gufi).

## Storia

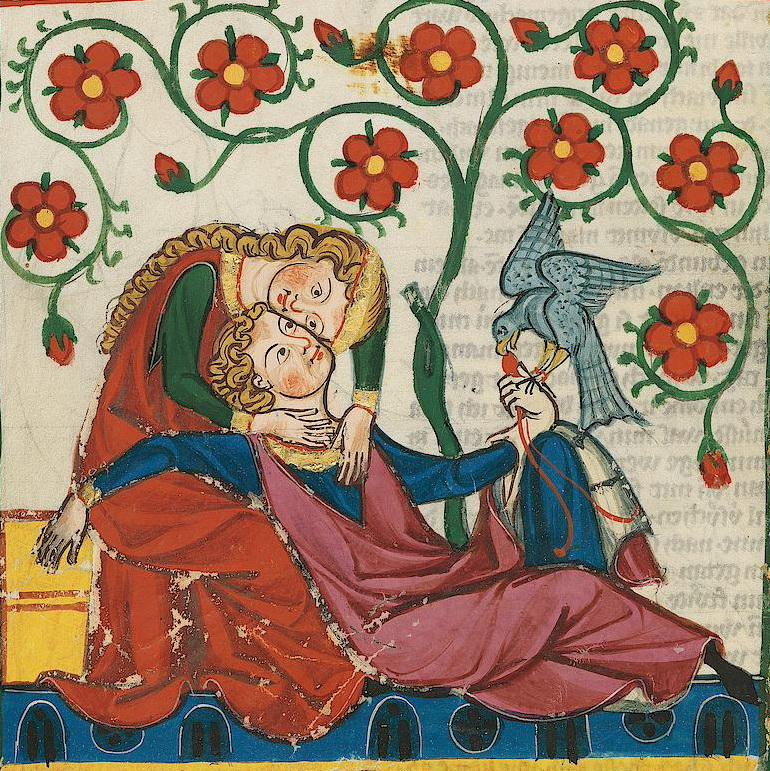
Scena di idillio e falconeria di ambiente normanno-svevo: Bianca Lancia e Federico II - Codex Manesse (copia 1304)

La storia della falconeria principia in età preistorica ma lascia tracce certo solo a partire dalle civiltà del Vicino Oriente antico, quasi certamente agli Assiri (VIII secolo a.C.), e trova riscontri, sempre in età protostorica, tra le popolazioni nomadi della steppe eurasiatica come gli Sciti che la veicolarono nell'Estremo Oriente, anzitutto Cina (VII secolo a.C.) e da lì Corea (III secolo) e Giappone (IV secolo). Dati utili per valutare l'effettivo ricorso alla falconeria da parte della Civiltà greca e della Civiltà romana, che stando alle fonti classiche certamente conoscevano tale pratica, sono scarsi. In generale, in Europa la caccia con i rapaci si diffonde nella Tarda Antichità, complice l'afflusso massiccio di popolazioni germaniche (v.si Invasioni barbariche, 164–476) come i Goti che l'avevano appresa tramite il loro contatto con l'impero nomade degli Unni.
Solo nel corso del Medioevo la falconeria fiorì capillarmente sul suolo europeo, complici anche i sempre più fitti scambi con il Medioriente occupato dall'Impero bizantino e dal blocco musulmano generati dalle Crociate, ed entro il XIII secolo divenne un aspetto fondamentale della vita sociale della nobiltà, ampiamente testimoniato nelle arti visive ed oggetto d'una florida trattatistica tra cui spicca il De arte venandi cum avibus del sacro romano imperatore Federico II di Svevia (r. 1198–1250) «capolavoro del genere e fonte principale per la conoscenza della falconeria medievale.» Nell'Estremo Oriente, la situazione era la medesima già da secoli e quando, nel corso del XIV secolo, la Pax mongolica dell'Impero mongolo (r. 1206–1368) garantì reciproci scambi commerciali in tutta l'Eurasia, le élite dei regni europei e quelle centro ed estremorientali si scoprirono accomunate dalla passione per la caccia con i rapaci.
In Europa, la falconeria toccò il suo apogeo nel XVII secolo, presso le corti sovrane dell'assolutismo nella sua piena affermazione. In quel contesto socio-politico, cioè, ove il Re, primo tra i nobili, dettava le mode in materia di usi e costumi. Privilegio esclusivo della nobiltà, la caccia con i rapaci aveva ora, in ogni reame, quale suo metro di paragone, la "Falconeria Reale". La pratica iniziò a decadere nella seconda metà del XVIII secolo ma già ai primordi del XIX secolo venne preservata e perpetuata, ormai come hobby, da appositi club sorti un po' dappertutto nel Vecchio Mondo. Al principio del XX secolo, la falconeria si diffuse anche negli Stati Uniti d'America, per tramite di appositi club. Nell'Estremo oriente, invece, la falconeria seguitò ad essere praticata in Cina fino al principio del Novecento mentre in Giappone, complice il Rinnovamento Meiji (1868–1912), iniziò ad essere considerata non più una pratica ma un patrimonio culturale.
L'inserimento della falconeria tra i Patrimoni orali e immateriali dell'umanità da parte di UNESCO nel 2012 ha fatto di quello che oggi è un hobby, pur molto diffuso, soprattutto in Europa e Nord America, l'oggetto di ampi ed approfonditi studi.

## Uccelli utilizzati

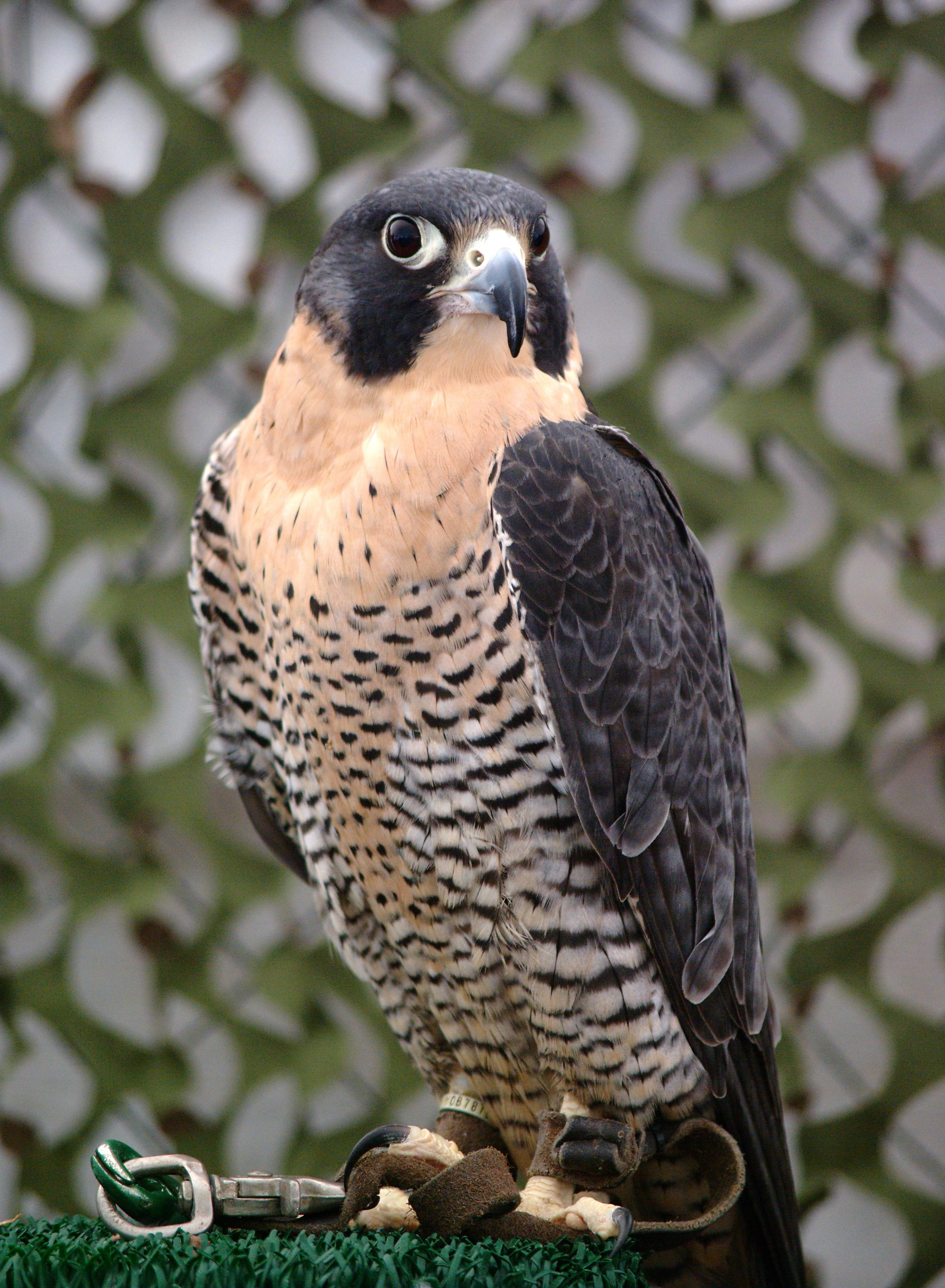
Falco pellegrino, il "falcone" per antonomasia

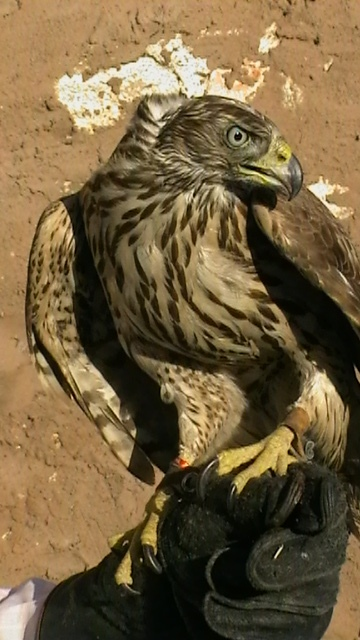
Astore, il "falco" per antonomasia

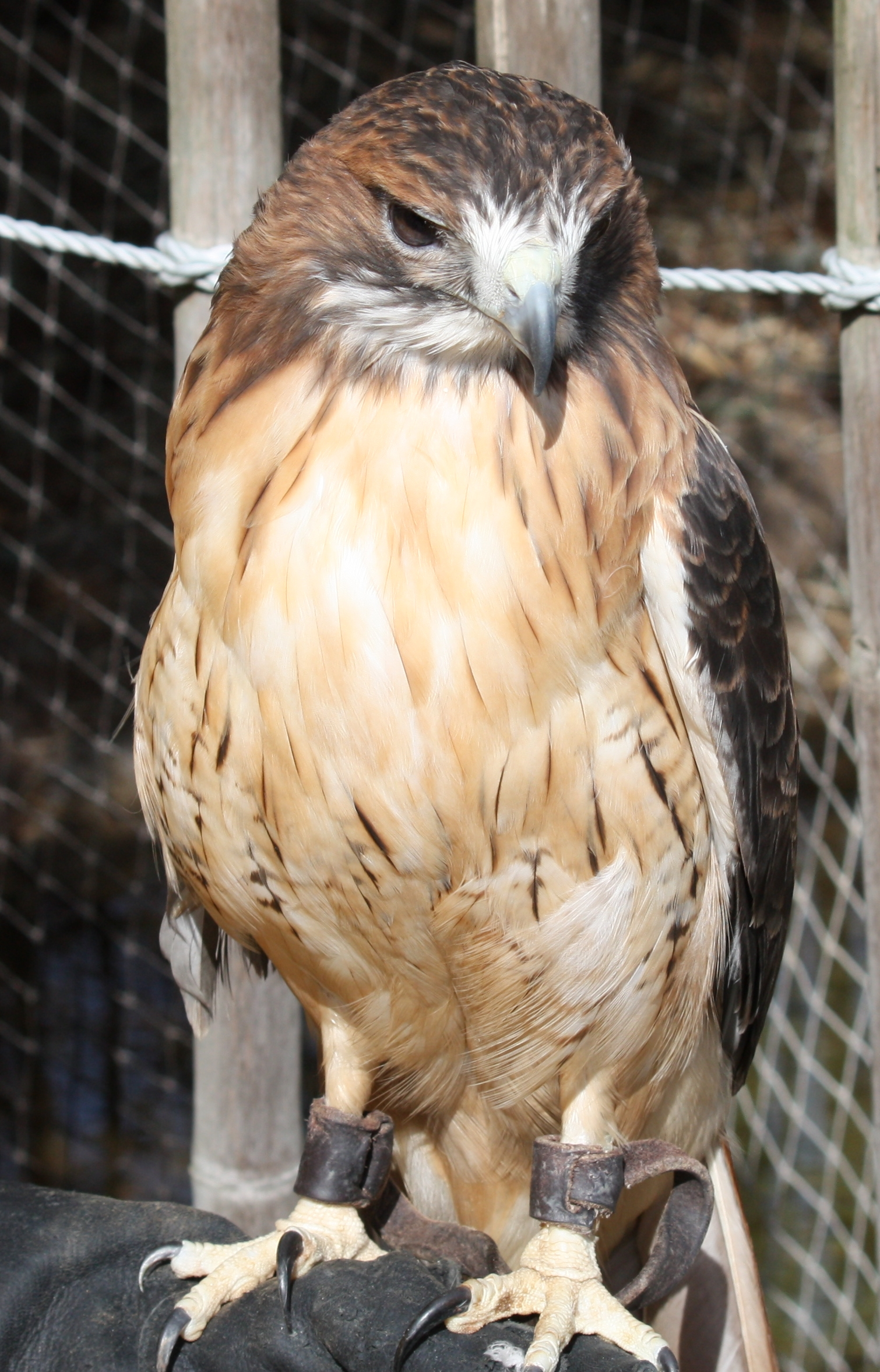
Poiana codarossa, forse l'uccello rapace più versatile

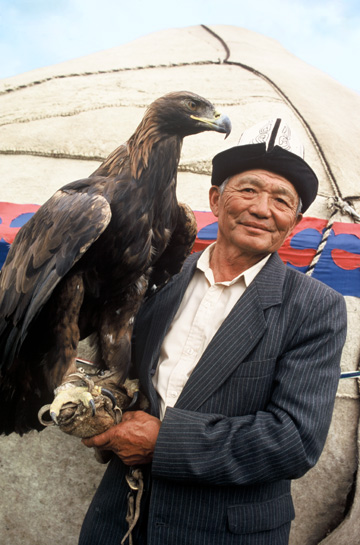
Aquila reale, uno dei rapaci più possenti addestrabile dall'uomo

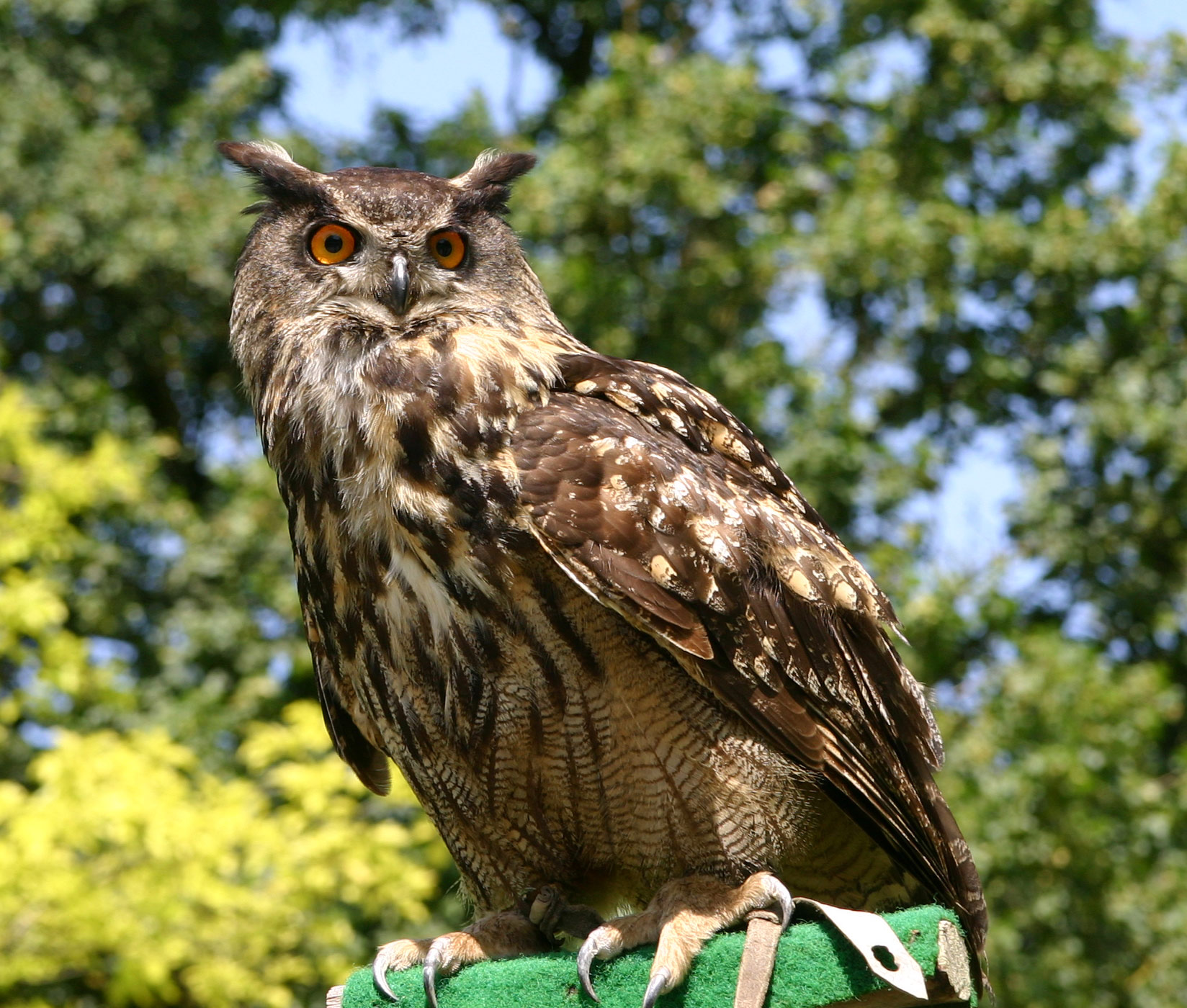
Gufo reale eurasiatico

Le specie di rapaci utilizzate in falconeria, sulla base delle caratteristiche morfologiche e al tipo di volo, possono essere suddivise in due grandi categorie:
1. rapaci di alto volo (long-wings): sono appartenenti al genere Falco (falco pellegrino, lanario, sacro, ecc.); vengono lanciati in volo, salgono in quota e catturano la preda dopo una picchiata;
2. rapaci di basso volo (short-wings): sono appartenenti al genere Accipiter (astore, sparviero, ecc.); vengono lanciati direttamente dal pugno all'inseguimento di una preda, hanno ali corte e volano con grande accelerazione; generi Buteo, Aquila, Haliaeetus ecc.; possono essere lanciati direttamente dal pugno oppure fatti volare in volo d'attesa in termica.

### Rapaci di alto volo
Il genere Falco (falco pellegrino, lanario, sacro, ecc.) ha da sempre occupato un ruolo fondamentale in falconeria: da esso provengono appunto i falconi propriamente detti, rapaci specializzati in particolari tipologie di preda (fondamentalmente volatili). Il falco pellegrino e lo smeriglio sono superbi cacciatori di volatili, mentre il falco sacro mediorientale preda efficacemente anche le lepri. Anche il falco di prateria e il grosso girfalco cacciano selvaggina di terra.

### Rapaci di basso volo
(Mike McDermott)
Il genere degli Accipiter (astore e sparviero, genericamente indicati come falchi) comprende rapaci utilizzati in falconeria per predare volatili e piccoli mammiferi da centinaia di anni. L'astore è il più utilizzato, ma si ricorre anche allo sparviere di Cooper o allo sparviere eurasiatico.
Il falco di Harris (detto anche poiana di Harris), originario del continente americano (Arizona, Texas e Argentina), è un rapace dal comportamento unico: in natura vive in gruppi ordinati secondo una precisa gerarchia sociale ove gli individui collaborano alla caccia, come fossero un branco di lupi. La spiccata socialità rende il rapace, fruttuosamente allevato in cattività, adattissimo alla falconeria. Eccelle sia nella caccia a conigli e lepri sia nella predazione di altri volatili.
Il genere Buteo (rapaci volgarmente noti come poiane) comprende diverse specie utilizzate in falconeria: poiana codarossa, poiana comune, poiana spallerosse, poiana codarossa africana, ecc. La poiana codarossa è un predatore eccellente, utilizzabile per conigli, lepri e scoiattoli, ma anche per oche, anatre, fagiani e persino tacchini selvatici. La poiana comune è invece un rapace che necessita di più attenzioni onde ottenere un buon cacciatore di conigli.
Il genere Aquila è largamente diffuso nel globo, ma scarsamente utilizzato in falconeria. Si tratta di animali di grande potenza e forte temperamento, difficili da addestrare e potenzialmente pericolosi per l'uomo, se costretti a un'interazione forzata in ambiente densamente popolato. Si tratta anche di un tipo di predatore specializzato in prede di grosse dimensioni, soprattutto terrestri, non adattabile alla "cacciagione di penna". In Kazakistan e Kirghizistan l'aquila reale viene tradizionalmente utilizzata per la caccia alle volpi, ai lupi e ad altra selvaggina terrestre di notevoli dimensioni.
L'aquila di mare è specializzata nella predazione dei pesci, ma è stata impiegata efficacemente in falconeria per cacciare anche prede di terra. Non è però ancora chiaro se sia possibile sfruttare, per esempio, il falco pescatore, altro rapace specializzato in prede acquatiche, per la falconeria ittica.

### Gufi
I gufi non sono uccelli strettamente correlati a falchi e falconi e, parimenti, ben poco, nella produzione letteraria "classica" sulla falconeria, è stato detto circa l'uso dei gufi per la pratica venatoria. Tuttavia, ci sono almeno due specie che sono state usate con successo: il gufo reale e il gufo della Virginia. L'addestramento dei gufi è, però, radicalmente diverso da quello degli altri rapaci, poiché essi cacciano affidandosi all'udito più che alla vista: sono presbiti e vedono in bianco e nero; vengono infatti facilmente distratti da rumori inconsueti e non rispondono forzatamente allo stimolo del cibo. Ritenuti (da chi è poco esperto) uccelli poco intelligenti, i gufi, se addestrati correttamente, rispondono invece con la medesima prontezza di falchi e falconi.

### Rapaci per principianti
In Europa e negli USA la poiana codarossa è ritenuta il miglior rapace con cui introdurre un neofita alla pratica della falconeria. Nel Vecchio Mondo è soprattutto il Regno Unito a spingere per l'utilizzo della poiana codarossa, dato il gran numero di conigli e lepri selvatici che vi si possono cacciare. Negli USA particolarmente diffuso tra i neofiti è anche l'uso del gheppio americano, il più piccolo dei rapaci autoctoni.
Solamente al momento di approcciare la caccia alla "selvaggina di penna" un falconiere impara a servirsi dell'astore.

### Rapaci ibridi
I membri del genere Falco possono efficacemente mescolarsi per produrre ibridi: è oggi argomento di dibattito se il falco cherrug dell'Altai sia da considerarsi una specie sviluppatasi da ibridi originatisi in natura ed è comunque ben noto che il girfalco e il falco sacro possono produrre prole meticcia. Conseguentemente, sin dagli anni settanta del Novecento, falconi ibridi si sono resi disponibili per i cultori della caccia con i rapaci. Furono per primi Ronald Stevens e John Morris, due veterani della falconeria irlandese, a far accoppiare un maschio di falco sacro e una femmina di falco pellegrino per ottenere un rapace che mescolasse le caratteristiche delle due specie. Da allora, il fenomeno dei rapaci ibridi da caccia si è largamente diffuso, conquistando la ribalta negli Stati Uniti (anni novanta) e, recentemente, negli Emirati Arabi Uniti.

### Rapaci rinselvatichiti
Come vale per altri animali allevati dall'uomo, fondamentale in questo senso il caso del maiale, anche i rapaci destinati alla falconeria possono smarrirsi o fuggire e, conseguentemente, rinselvatichirsi per poter sopravvivere. Il fenomeno è certamente meno diffuso oggi che in passato, grazie ai trasmettitori telemetrici di cui vengono forniti gli uccelli, ma ha comunque avuto modo di impattare, sia positivamente sia negativamente, sulla fauna selvatica dei paesi in cui è avvenuto.
Molte segnalazioni di rapaci rinselvatichitisi provengono dalla Gran Bretagna, ove l'astore è tornato di casa a partire dal 1945 proprio grazie agli esemplari sfuggiti ai falconieri. Interessante è stato anche il caso di una coppia di gufi reali insediatisi nello Yorkshire e "specializzati" nella caccia ai conigli selvatici, dei quali però non è ancora dato sapere se diverranno i fautori di un ripopolamento della specie sul suolo britannico. Più dibattuto è invece il fenomeno del falco di Harris, specie nordamericana ormai diffusasi allo stato brado nel Regno Unito grazie agli esemplari sfuggiti agli appassionati.
Fermo restando il pericolo costituito dai rapaci per la fauna di paesi ove la loro minaccia, storicamente, è stata assente dal processo di evoluzione delle specie autoctone (nelle Hawaii, ad esempio, la falconeria è proibita proprio perché si teme l'eventuale fuga di uccelli da preda e il loro mortifero insediamento in un habitat tradizionalmente privo di simili predatori), l'aspetto certamente più criticato del rinselvatichirsi di falchi e falconi è costituito dal rischio di ibridazione. Nel 1986, nello Utah, una femmina di falco della prateria, cresciuta in cattività con un esemplare di falco pellegrino, è sfuggita al suo proprietario e, durante la successiva stagione degli amori, si è accoppiata con un esemplare selvatico di pellegrino. La femmina e la sua covata ibrida sono state, successivamente, recuperate dai falconieri, che hanno reintegrato l'esemplare adulto e la nidiata nel circuito "professionale", sventando la minaccia dell'insorgere di una specie ibrida prateria-pellegrino.

## Allevamento, addestramento ed equipaggiamento
L'allevamento e l'addestramento dei rapaci alla caccia in sinergia con l'uomo sono procedure lunghe e complesse, certamente facilitate, oggigiorno, dalla grande disponibilità di informazioni garantite dalla rete dei media, ma che ancora risentono molto delle specifiche scuole di pensiero nazionali.
Certamente comune a tutti i falchi e i falconieri è l'equipaggiamento del rapace. Falchi, falconi, aquile e gufi portano un apposito cappuccio (chaperon), che impedisce loro di ricevere stimoli visivi durante l'acclimatamento e l'addestramento, e delle robuste strisce di cuoio (molto apprezzato il cuoio di canguro), i geti (in inglese jesses) sulle zampe, appena sopra i rostri. Spesso, alle zampe sono attaccati anche un campanellino segnaletico, una striscia colorata identificativa e un rilevatore telemetrico.

## La falconeria nel mondo

### Arabia Saudita ed Emirati Arabi Uniti
I falconieri della penisola araba sono a oggi certamente i più appassionati, supportati da apparati governativi che incentivano e appoggiano la pratica della falconeria quale passatempo consono alle élite locali e si prodigano nella preservazione dei rapaci selvatici autoctoni. Gli Emirati Arabi Uniti spendono annualmente oltre 27 milioni di dollari nella difesa degli uccelli da preda, foraggiando inoltre cliniche specializzate nel recupero e nell'assistenza ai rapaci feriti a Dubai e Abu Dhabi.
Presso gli arabi, si svolgono periodicamente gare di bellezza dei rapaci allevati in cattività, oltre che contese venatorie. I falconieri mediorientali hanno poi grandemente apprezzato i rapaci ibridi, ottenuti accoppiando il girfalco e il falco pellegrino. Questi animali vengono utilizzati per cacciare l'ubara e sono particolarmente apprezzati anche perché dimostrano una buona resistenza all'aspergillosi, malattia diffusa tra i rapaci utilizzati nella caccia in ambiente desertico. Esistono grandi centri di allevamento degli uccelli da preda negli Emirati, in Qatar e nell'Arabia Saudita.

### Francia
In Francia il riconoscimento ufficiale della falconeria quale pratica venatoria moderna si deve all'impegno di un appassionato, Abel Boyer, che, poco dopo la fine della seconda guerra mondiale, fondò, con alcuni amici, la Association nationale des fauconniers et autoursiers français (ANFA). Il governo francese riconobbe la caccia con i rapaci nel 1954.

### Giappone
La pratica della falconeria tradizionale giapponese, il takagari, è formalmente caduta in disuso dopo la seconda guerra mondiale. Sopravvive oggi grazie all'interessamento di alcuni appassionati cultori.

### Gran Bretagna
Nel 1927 il vecchio Old Hawking Club of Great Britain venne rifondato a divenne il British Falconers' Club (BFC), ancora attivo ai giorni nostri.
A oggi, la Gran Bretagna è uno dei pochi paesi al mondo in cui la caccia con i rapaci è permessa senza bisogno di licenze. L'unica vera restrizione imposta ai falconieri britannici è l'utilizzo di animali allevati in cattività, tenuti sotto stretto controllo tramite test del DNA. Nel 1981, durante la discussione alla Camera dei Lords del Wildlife and Countryside Bill, poi Wildlife and Countryside Bill 1891, la Royal Society for the Protection of Birds ha tentato, inutilmente, di ottenere l'abolizione della falconeria dal suolo britannico. Dal 1982, il Chief Wildlife Act Inspector for Great Britain opera per il monitoraggio della caccia e dell'allevamento di rapaci. È severamente vietato catturare rapaci selvatici ai fini di addomesticamento. Parimenti, all'interno degli ambienti dei cultori, si comincia a porre una netta differenza tra i rapaci allevati e allenati alla caccia e quelli tenuti in casa come animali domestici che non hanno mai "assaggiato" la preda, tendendo a escludere questi ultimi dalla genealogia degli uccelli allevati per la caccia.

### Italia
La caccia con il falco in Italia è regolamentata dalla legge n. 157 dell'11 febbraio 1992 dove il falco è stato inserito tra i mezzi di caccia consentiti, quindi per cacciare con il falco occorre essere muniti di regolare licenza di caccia, mentre il volo libero è regolamentato in maniera differente in base alla regione dove lo si effettua; comunque, in molte regioni occorre essere muniti di licenza di caccia anche per finalità non venatorie.
Nel 2003 i falconieri italiani hanno istituito la Unione Nazionale Cacciatori Falconieri (UNCF), avente come scopo l'accrescimento della falconeria e la collaborazione dei falconieri con le province e gli Ambiti Territoriali di Caccia per la definizione e la realizzazione degli obbiettivi programmati, che non si limitino alla disciplina venatoria con il falco o a testimoniare memorie storiche e culturali, ma che valorizzino la vitalità attuale della falconeria, in quanto i falchi e i falconieri si sono dimostrati indispensabili nella protezione degli aeroporti (pratica attuata per la prima volta dal maestro falconiere Miconi Aldo dal 1987 presso l'aeroporto di Ronchi dei Legionari FVG (GO), il primo aeroporto a utilizzare questo metodo in Italia, tuttora utilizzato come metodo di allontanamento dai figli nel medesimo aeroporto e nella base aerea di Rivolto sede della Pattuglia Acrobatica Nazionale), nella prevenzione ai danni alle colture agricole e al ripristino degli equilibri in insediamenti urbani invasi da specie esageratamente accresciute. L’aeroporto Marco Polo di Venezia dal 2000 utilizza falchi per l'allontanamento di volatili dal sedime aeroportuale, non di meno anche l'aeroporto di Treviso.
In Italia esistono diversi allevamenti sia di proprietà di dilettanti sia di professionisti sia di rapaci notturni sia diurni. Ogni riproduzione di specie in allegato A della normativa CITES è soggetta a denuncia al Corpo forestale dello Stato e ogni esemplare deve essere munito di anello identificativo inamovibile o di microchip. La cattura di nidiacei e di soggetti adulti in natura si ravvisa come reato, essendo prevista per soli scopi scientifici previa autorizzazione degli organi preposti. Chi dovesse rinvenire un rapace ferito o in difficoltà deve informare quanto prima il personale del Corpo forestale, che provvederà immediatamente al recupero dell'animale e al trasporto dello stesso presso un centro veterinario competente.

### Stati Uniti d'America
Il primo club statunitense di falconieri, noto come The Peregrine Club, venne fondato nel 1934. Durante la seconda guerra mondiale, il Peregrine venne chiuso, confluendo nel neonato Falconer's Club of America (1941) che, a sua volta, una ventina d'anni dopo (1961) mutò nella North American Falconers Association (NAFA).
La propensione dei falconieri statunitensi per il falco pellegrino giovò enormemente alla specie che, nell'America settentrionale, era a rischio estinzione nel 1970 a causa dell'uso massiccio di pesticidi quali il DDT. Per intervento diretto dei cultori della falconeria, venne istituito un Peregrine Fund che spalleggiò poi l'EPA nella campagna culminata con l'abolizione del DDT dalla pratica agricola statunitense (1972). Grazie a questa particolare sensibilità, il falco pellegrino è stato rimosso dalla lista delle specie in pericolo nel 1999 e gode oggi di ottima salute in Nord America.

## La falconeria nella letteratura
- Nella Divina Commedia, Dante Alighieri inserisce cinque precisi riferimenti alla falconeria:

(Dante Alighieri, Divina Commedia, Inferno - Canto diciassettesimo, vv. 127-132)
(Dante Alighieri, Divina Commedia, Inferno - Canto ventiduesimo, vv. 127-132)
(Dante Alighieri, Divina Commedia, Purgatorio - Canto diciannovesimo, vv. 61-66)
(Dante Alighieri, Divina Commedia, Paradiso - Canto diciottesimo, vv. 43-48)
(Dante Alighieri, Divina Commedia, Paradiso - Canto diciannovesimo, vv. 31-36)
- All'interno del Decameron, Giovanni Boccaccio nella novella su Federigo degli Alberighi racconta di un nobile, ridotto in povertà dalla prodigalità verso una amata che lo aveva sempre rifiutato, che viveva ancora della caccia del suo falcone, ma uccide l'animale per servire una degna vivanda alla donna, venuta a trovarlo per mostrare il falcone di Federigo al figlio ammalato.

### Fonti
- (LA) De scientia venandi per aves, traduzione di Teodoro di Antiochia, c. IX secolo.
- (LA) Guicennas, De arte bersandi, pre-1250.
- (LA) Federico II di Svevia, De arte venandi cum avibus, c. 1260.  ed. (LA, IT) Federico II di Svevia, De arte venandi cum avibus. L'arte di cacciare con gli uccelli, a cura di Anna Laura Trombetti Budriesi e Ortensio Zecchino, ed. critica e trad. it. del Ms. Lat. 717 della Biblioteca Universitaria di Bologna collazionato con il Ms. Pal. Lat. 1071 della Biblioteca Apostolica Vaticana, Roma-Bari, Laterza, 2000.
- (ES) Alfonso X di Castiglia, Libro de los animales que caçan, pre-1284.
- (ES) Pedro López de Ayala, Libro de la caza de las aves, 1324.
- (EN) Juliana Berners, The Book of Saint Albans [Libro di St Albans], 1486.

### Studi
In Italiano
(pre-1950)
- G.E. Chiorino, Manuale del Moderno Falconiere, 2. ed., Milano, Hoepli, 1906.
- Dino Trocchi, Falconeria, Milano, La stampa commerciale, 1927.

(post-1950)
- Baudouin Van den Abeele, FALCONERIA, in Enciclopedia dell'arte medievale, Roma, Istituto dell'Enciclopedia Italiana, 1995.
- Giovanni Camerini, Falconeria. L'arte antica di addestrare e cacciare con i falchi, autoedizione, 2006.
- Giuliano Innamorati (a cura di), Arte della caccia : testi di falconeria, uccellagione e altre cacce, Milano, Il Polifilo, 1965.

In altre lingue
(pre-1950)
- (EN) Harding Cox e Gerald Lascelles, Coursing and Falconry, Londra, Longsman, Green and Co., 1892.
- (EN) Hans J. Epstein, The Origin and Earliest History of Falconry, in Isis, n. 34, 1943,  pp. 497-509.
- (EN) Gage Earle Freeman, Falconry, Its Claims, History, and Practice, by G.E. Freeman and F.H. Salvin. to Which Are Added Remarks On Training the Otter and Cormorant, by Capt. Salvin, Creative Media Partners, LLC, 2015  [1859].
- (EN) James Edmund Harting, Bibliotheca Accipitraria : a Catalogue of Books Ancient and Modern Relating to Falconry, with Notes, Glossary, and Vocabulary, Londra, B. Quaritch, 1891.
- (FR) Hermann Schlegel, Traité de fauconnerie, Leida e Düsseldorf, Chez Arnz & Comp., 1844.

(post-1950)
- (EN) Baudouin van Den Abeele, La fauconnerie dans les lettres françaises du XIIe au XIVe siècle, Lovanio, Presse de l'Université de Louvain, 1990, ISBN 90-6186-400-3.
- (EN) Norman Barichello, Gyrfalcon: The One Who Stays All Winter, FriesenPress, 2020, ISBN 978-1-525-55104-8.
- (EN) John Cummins, The Hound and the Hawk: The Art of Medieval Hunting, St. Martin's Press, 1988, ISBN 978-0-312-02716-2.
- (EN) Richard Grassby, The decline of falconry in early modern England, in Past & Present, vol. 157/1, Oxford University Press, 1997,  pp. 37-62.
- (EN) Karl-Heinz Gersmann e Oliver Grimm (a cura di), Raptor and human : Falconry and bird symbolism throughout the millennia on a global scale, Advanced studies on the archaeology and history of hunting, n. 1, 4 v., Wachholtz, 2018, ISBN 978-3529014901.
- (EN) Oliver Grimm, Karl-Heinz Gersmann e Anne-Lise Tropato (a cura di), Raptor on the fist : Falconry, its imagery and similar motifs throughout the millennia on a global scale, Advanced studies on the archaeology and history of hunting, n. 2, 2 v., Wachholtz, 2020, ISBN 978-3-529-01491-8.
- (EN) Yannis Hadjinicolaou, The Art of Medieval Falconry, Reaktion Books, 2024, ISBN 978-1-789-14961-6.
- (EN) E.W. Jameson, The hawking of Japan : the history and development of Japanese falconry, University of California, 1962.
- (EN) Katsuaki Nakazawa, Japanese Falconry in the Middle Age, in The Journal of Hawks, Hawking Grounds, and Environment Studies, vol. 5, 2021.
- Csőre Pál, A solymászat története, Terraprint KFT, 1997, ISBN 963-7717-70-6.
- (EN) Takuya Soma, Human and Raptor Interactions in the Context of a Nomadic Society: Anthropological and Ethno-Ornithological Studies of Altaic Kazakh Falconry and its Cultural Sustainability in Western Mongolia, Kassel University Press, 2015, ISBN 978-3862195657.